# Charles Quansah
Pour les articles homonymes, voir Quansah.
Charles Papa Kwabena Ebo Quansah (né en 1964) est un tueur en série ghanéen qui a été arrêté en février 2000 pour le meurtre de sa petite amie Joyce Boateng.
Quansah a été plus tard accusé du meurtre d'une autre femme, Akua Serwaa, qui a été trouvée étranglée près du stade de Kumasi le 19 janvier 1996 et ensuite du meurtre par strangulation de neuf femmes dans la capitale Accra.
Quansah, un mécanicien qui a habité près d'Accra, avait été précédemment sous la surveillance de la police en tant que suspect.
Les archives de la police et de la prison indiquent que Charles Quansah a été emprisonné à la prison de Fort James pour un viol en 1986. Après exécution de sa peine, il a commis un autre viol et a été emprisonné pendant trois années à la prison de Nsawam en 1987. Quansah a été emprisonné encore pour viol en 1996 à la prison de Nsawam à Kumasi.
Le procès de Charles Quansah pour meurtres a commencé le jeudi 11 juillet 2002 lors d'une session criminelle de la Cour suprême à Accra. Il a été plus tard condamné des meurtres par strangulation de neuf femmes et condamné à la pendaison.
En 2003, Charles Quansah a parlé à la presse et a nié avoir tué les neuf femmes pour le meurtre desquelles il a été condamné ou des vingt-trois autres qu'on le suspecte d'avoir assassiné. Il a rédigé un document qui prétend qu'il a été torturé pendant sa détention.